# حسام‌آباد (اسدآباد)
حسام‌آباد (اسدآباد)،(به زبان محلی:کُلُن تپه) روستایی از توابع بخش مرکزی شهرستان اسدآباد در استان همدان ایران است.

## جمعیت
این روستا در شهرستان اسدآباد  قرار دارد و براساس سرشماری مرکز آمار ایران در سال ۱۳۹۵، جمعیت آن ۲۰۲۳ نفر (1000 خانوار) بوده‌است.